# Šarovy
Šarovy là một làng thuộc huyện Zlín, vùng Zlínský, Cộng hòa Séc.